# 湖南等處承宣布政使司
湖南布政使司为清朝时期湖南省的行政机关名称。
康熙三年（1664年）湖广承宣布政使司分治，分湖广右布政使驻长沙；同年，移偏沅巡抚驻长沙。雍正元年（1723年）改湖广右布政使司为湖南布政使司，次年，改偏沅巡抚为湖南巡抚。湖南正式成为十八行省之一。

## 辖区
辖地与今天的湖南省几乎完全相同，省治长沙。省以下沿袭明府（州）、县建置，府上增设道一级，便形成道、府（直隶州、直隶厅）、县（散厅、散州）的行政体制。全省计分4道、9府、4直隶州、5直隶厅、67县（包括3个县级州）。
四道为：长宝道（治长沙、辖长沙、宝庆2府）、岳常澧道（治巴陵，辖岳州、常德2府及澧州直隶州、南洲直隶厅）、辰沅永靖道（治凤凰，辖辰州、沅州、永顺3府，靖州直隶州，乾州、凤凰、永绥、晃州四直隶厅）、衡永郴桂道（治衡阳，辖衡州、永州2府，郴州、桂阳州2直隶州）。
九府为：长沙、宝庆、 岳州、 常德、 辰州、 沅州、 永州、 衡州、 永顺。
五直隶厅为：乾州、凤凰、永绥、晃州、南洲。
六十七县（州）为：长沙、善化、湘潭、湘阴、宁乡、浏阳、醴陵、益阳、湘乡、攸县、安化、茶陵州、邵阳、新化、城步、新宁、武冈州、巴陵、临湘、华容、平江、武陵、龙阳、桃源、沅江、石门、安乡、慈利、衡阳、衡山、耒阳、常宁、安仁、酃县、零陵、祁阳、东安、宁远、永明、江华、新田、道州、临武、蓝山、嘉禾、永兴、宜章、兴宁、桂阳、桂东、沅陵、溆浦、黔阳、麻阳、会同、通道、绥宁、泸溪、辰谿、加新增8县安福、永顺、永定、芷江、龙山、保靖、桑植、清泉。1散厅为古丈坪厅。